# Keresztanya (film)
A Keresztanya (eredeti cím: Married to the Mob) 1988-as amerikai bűnügyi filmvígjáték Jonathan Demme rendezésében. A főszerepben Michelle Pfeiffer, Matthew Modine, Dean Stockwell, Mercedes Ruehl és Alec Baldwin látható.
A filmet 1988. augusztus 19-én mutatta be az Orion Pictures. Általánosságban pozitív véleményeket kapott a kritikusoktól, és több elismerést is elnyert; Pfeiffert Golden Globe-díjra jelölték a legjobb női főszereplő - vígjáték vagy musical kategóriában, Stockwellt pedig Oscar-díjra a legjobb férfi mellékszereplő kategóriában.

## Rövid történet
Egy maffiózó felesége gyűlöli az életmódját, de esélyt kap arra, hogy változtasson rajta, amikor férjét megölik - amennyiben a Long Island-i maffia és az FBI hagyják.

## Szereplők
- Michelle Pfeiffer – Angela de Marco
- Matthew Modine – Mike Downey FBI ügynök
- Dean Stockwell – Tony "Tigris" Russo
- Mercedes Ruehl – Connie Russo
- Alec Baldwin – Frankie "Uborka" de Marco
- Trey Wilson – Franklin, az FBI területi igazgatója
- Joan Cusack – Rose
- Oliver Platt – Ed Benitez FBI ügynök
- Paul Lazar – Tommy
- Sister Carol – Rita Harcourt
- Ellen Foley – Theresa
- Chris Isaak – A bohóc
- O-Lan Jones – Phyllis
- Nancy Travis – Karen Lutnick
- Frank Gio – Nick "A Kígyó"
- David Johansen – "A pap"
- Gary Howard Klar– Al "A féreg"
- Warren Mille – Johnny King
- Anthony J. Nici – Joey de Marco
- Steve Vignari – Steve "Stevarino"
- Obba Babatunde – Az igazság arca
- Maria Karnilova – Frank anyukája
- Al Lewis – Joe Russo bácsi
- Charles Napier – Ray, Angela fodrásza
- Tracey Walter – Mr. Chicken Lickin
- Arthur Haggerty – Kövér ember
- Marlene Willoughby – a Kövér ember felesége.
- Ralph Corsel – Jimmie "Fisheggs" Roe
- Joe Spinell – Leonard "Tiptoes" Mazilli

## Fogadtatás
A film a kritikusoktól nagyrészt pozitív visszajelzéseket kapott. A Rotten Tomatoes-on 90%-ot ért el, 48 kritika alapján. 7.30 pontot szerzett a tízből. A Metacritic-en 71 pontot szerzett a százból, 15 kritika alapján.